# Trogoblemma sericata
Trogoblemma sericata là một loài bướm đêm trong họ Noctuidae.